# Aviceda
Aviceda Swainson, 1836 è un genere di uccelli della famiglia degli Accipitridi. Il nome comune «baza» con cui vengono indicati i rappresentanti di questo genere deriva da baaz, il termine hindi di origine araba con cui viene indicato l'astore comune (Accipiter gentilis).

## Tassonomia
Il genere comprende cinque specie:
- Aviceda cuculoides Swainson, 1837 - baza africano;
- Aviceda madagascariensis (A. Smith, 1834) - baza del Madagascar;
- Aviceda jerdoni (Blyth, 1842) - baza di Jerdon;
- Aviceda subcristata (Gould, 1838) - baza crestato;
- Aviceda leuphotes (Dumont, 1820) - baza nero.

## Descrizione
I baza sono rapaci di medie dimensioni, lunghi 35-45 cm, caratterizzati da una particolare cresta sulla nuca.

## Distribuzione e habitat
Propri delle regioni tropicali del Vecchio Mondo, i baza sono presenti nell'Africa subsahariana, in Madagascar, nel Sud-est asiatico, in Nuova Guinea e in Australia. Prediligono le aree coperte da foresta.

## Biologia
I rappresentanti del genere Aviceda preferiscono cacciare ai margini dei boschi, nelle radure aperte e lungo le rive di fiumi e di laghi. Su entrambi i lati del ramo superiore del becco, immediatamente dietro l'uncino, essi hanno una specie di «dente», con l'aiuto del quale riescono a spezzare con grande facilità il rivestimento chitinoso degli insetti, in particolare dei coleotteri delle regioni tropicali, che sono una delle loro prede preferite.
Oltre agli insetti, che costituiscono la maggior parte della loro alimentazione, i rappresentanti del genere Aviceda si nutrono di ranocchi, granchi, lucertole, chirotteri, topi e toporagni, talvolta anche di piccoli uccelli e delle loro uova; l'Aviceda madagascariensis, ad esempio, mostra una particolare predilezione per i camaleonti, molto numerosi nell'isola ove essa vive, sebbene vi siano anche molti altri rettili ed insetti.
Tutti gli Aviceda cacciano nell'oscurità, mostrandosi particolarmente attivi all'alba e al crepuscolo; i loro nidi sono eretti su alberi di alto fusto e rivestiti all'interno di erbe e radici, che vengono continuamente coperte con foglie verdi. La covata, composta da uno a tre uova (in genere, da tre), viene incubata per 32 giorni dalla femmina, mentre il maschio provvede alla ricerca di cibo.